# Radio Romanul
Radio Românul (en español, Radio El Rumano) es una emisora de radio, ubicada en Alcalá de Henares, que emite en el dial radiofónico y en Internet. Está dirigida a la comunidad rumana asentada en el denominado Corredor del Henares, y a través de Internet a toda España. Emite 24 horas al día en la frecuencia de 107.7 de FM, y en Internet, en www.radioromanul.es. La mayor parte de la programación se emite en rumano.